# Callapa
Callapa (auch Santiago de Callapa) ist eine Ortschaft im Departamento La Paz im südamerikanischen Anden-Staat Bolivien.

## Lage im Nahraum
Callapa ist zentraler Ort des Municipio Callapa in der Provinz Pacajes. Die Ortschaft liegt auf einer Höhe von 3797 m bei Kilometer 192 des Río Desaguadero an seinem nördlichen linken Ufer, dort wo die Fernstraße Ruta 4 den Fluss überquert.

## Geographie
Callapa liegt auf dem bolivianischen Altiplano zwischen den Anden-Gebirgsketten der Cordillera Occidental im Westen und der Cordillera Central im Osten. Das Klima der Region ist ein typisches Tageszeitenklima, bei dem die mittlere Schwankung der Tag- und Nachttemperaturen deutlicher ausfällt als die der jahreszeitlichen Schwankungen.
Die Jahresdurchschnittstemperatur der Region liegt bei 8 bis 9 °C (siehe Klimadiagramm Callapa), die Monatswerte schwanken nur unwesentlich zwischen 5 °C im Juli und gut 10 °C von November bis März. Der Jahresniederschlag beträgt knapp 400 mm, die Monatsniederschläge liegen zwischen unter 10 mm in den Monaten Mai bis August und bei 100 mm im Dezember.

## Verkehrsnetz
Callapa liegt in einer Entfernung von 164 Straßenkilometern südlich von La Paz, der Hauptstadt des gleichnamigen Departamentos.
Von La Paz aus führt die asphaltierte Nationalstraße Ruta 2 über dreizehn Kilometer bis El Alto, von dort die Ruta 1 in südlicher Richtung als Asphaltstraße 91 Kilometer bis Patacamaya. Von dort aus zweigt die Ruta 4 in südwestlicher Richtung ab und erreicht nach 57 Kilometern den Río Desaguadero und Callapa. Von hier aus führt die Ruta 4 weiter in westlicher Richtung zum Sajama, dem höchsten Berg Boliviens, und nach Tambo Quemado an der chilenischen Grenze.

## Bevölkerung
Die Einwohnerzahl der Ortschaft war in den vergangenen beiden Jahrzehnten starken Schwankungen unterlegen:
| Jahr | Einwohner | Quelle       |
| ---- | --------- | ------------ |
| 1992 | 76        | Volkszählung |
| 2001 | 268       | Volkszählung |
| 2012 | 151       | Volkszählung |
| 2024 |           | Volkszählung |

Die Region weist einen hohen Anteil an Aymara-Bevölkerung auf, im Municipio Callapa sprechen 97,3 Prozent der Bevölkerung die Aymara-Sprache.